# 'Alamgir II
ʿĀlamgīr II (Burhanpur, 6 giugno 1699 – Delhi, 29 novembre 1759) fu Gran Mogol dal 1754 al 1759. Era figlio dell'Imperatore Jahāndār Shāh.
Nato col nome di ʿAzīz al-Dīn, secondo figlio di Jahāndār Shāh, fu elevato al trono dopo che ʿImād al-Mulk ebbe deposto Aḥmad Shāh Bahādur nel 1754. Ascendendo al trono, egli assunse il titolo di ʿĀlamgīr e provò a imitare lo stile di vita austero e di governo di Aurangzeb (detto anche ʿĀlamgīr I). 
Al tempo del suo accesso al trono aveva quasi 55 anni e non aveva alcuna esperienza di governo, avendo trascorso la maggior parte della sua vita in carcere.
 Fu un sovrano debole, con ogni potere nelle mani del suo visir Ghāzī al-Dīn ʿImād al-Mulk.
Nel 1756 Aḥmad Shāh Abdālī invase l'India ancora una volta e prese Delhi, saccheggiando Mathura (Uttar Pradesh). I Maratha divennero maggiormente potenti grazie alla loro collaborazione con Ghazi al-Din Khan Firuz Jung III (ʿImād al-Mulk) e dominarono l'India settentrionale, raggiungendo l'acme della loro espansione: cosa che causò grandi problemi per l'Impero mughal, già reso debole da un sovrano abbastanza inetto. Le relazioni tra ʿĀlamgīr II e il suo visir usurpatore ʿImād al-Mulk si deteriorarono e l'Imperatore fu ucciso dal visir. 
Il figlio di ʿĀlamgīr II, ʿAlī Jawhar sfuggì alla persecuzione abbandonando Delhi, mentre Shāh Jahān III veniva posto sul trono mughal.

## Primi anni
ʿĀlamgīr II aveva 7 anni quando il bisnonno Aurangzeb morì in Deccan. Dopo la morte del nonno, Bahādur Shāh I, e la guerra di successione che ne seguì, suo padre Jahāndār Shāh venne sconfitto dal successivo Imperatore mughal, Farrukh Siyar.
ʿAziz al-Dīn fu imprigionato nel 1714 e rilasciato 40 anni dopo, nel 1754, dal visir usurpatore ʿImād al-Mulk, che riteneva ʿAziz al-Dīn una personalità fragile che non si sarebbe opposta al suo regime. Quindi, il 2 giugno 1754, ad ʿAziz al-Dīn fu assegnato dal visir stesso il titolo di ʿĀlamgīr II, che intendeva seguire le rigide orme moralistiche di Aurangzeb.

## Successione al trono

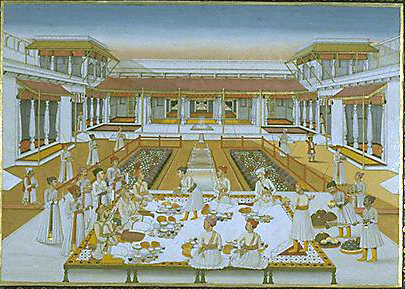
ʿImād al-Mulk a un banchetto da lui fatto organizzare.

ʿImād al-Mulk era con ogni evidenza un uomo senza principi e scrupoli ed era diffusamente criticato per il suo esasperato egoismo. Assunse mercenari maratha perché facessero tutto ciò che gli faceva comodo e s'impadronì dell'intero ammontare degli introiti statali, affamando la stessa famiglia di ʿĀlamgīr II. 
Perseguitò anche ʿAlī Jawhar, il primogenito di Muḥyī al-Sunna.
Le pessime relazioni tra l'Imperatore e il suo visir arrivarono al punto che ʿImād al-Mulk fece assassinare ʿĀlamgīr II nel novembre del 1759.

## Regno
Dopo l'avvento di ʿĀlamgīr II, l'Impero Mughal aveva perseguito un processo di nuova centralizzazione del suo potere, in particolare quando molti Nawwāb avevano cercato il favore dell'Imperatore Mughal e di coordinare il proprio contrasto e la propria resistenza ai Maratha: sviluppo questo chiaramente sgradito a ʿImād al-Mulk) che cercava di rafforzare il suo potere autoritario grazie al suo sostegno imperterrito dei Maratha.

### Alleanza con l'Impero Durrani
Nel 1755, il popolare viceré mughal del Punjab, Muʿīn al-Mulk morì e la sua vedova Mughlam Begūm invocò disperatamente l'aiuto di Aḥmad Shāh Abdālī per arrestare la lotta di successione e soffocare i rivoltosi Sikh delle regioni orientali.
Aḥmad Shāh e le sue forze marciarono allora su Lahore nel 1756 e nominò suo figlio Tīmūr Shāh Durrānī nuovo viceré a Lahore, sotto la protezione delle armi del comandante Jahān Khān e Adina Beg come Faujdar del Doāb. Aḥmad Shāh Durrānī saccheggiò poi le regioni sikh e hindu delle instabili e irrequiete regioni orientali del Punjab.
Marciò poi su Delhi nell'ottobre del 1757 e l'Imperatore mughal ʿĀlamgīr II gli andò incontro coi suoi cortigiani come Shāh Walīullāh, nobili come Najīb al-Dawla, e la famiglia imperiale stessa. Subito dopo le forze di Aḥmad Shāh Durrānī impegnarono in combattimento quelle maratha, minacciando di travolgere e metter fine al regime di ʿImād al-Mulk.
Le relazioni di Aḥmad Shāh Durrānī col sovrano mughal si fecero ancor più strette quando Tīmūr Shāh Durrānī fu destinato dal padre a diventare pretendente alla mano della figlia di ʿĀlamgir II, Zuhra Begūm. Aḥmad Shāh Durrānī stesso sposò Hażrat Begūm, figlia del precedente imperatore mughal Muḥammad Shāh.
Aḥmad Shāh Durrānī tornò a Kabul, lasciando le sue forze al figlio Tīmūr Shāh Durrānī per consolidarne il potere, disponendo la fusione a Lahore del cannone Zamzama, grazie alle competenze dei tecnici mughal.
Fu in questo affiancato da Moḥammad Bahawal Khān II di Bahawalpur, dal Nawwāb Amīr, sempre di Bahawalpur, e da Muḥammad Nāṣir Khān I del Khanato di Kalat.

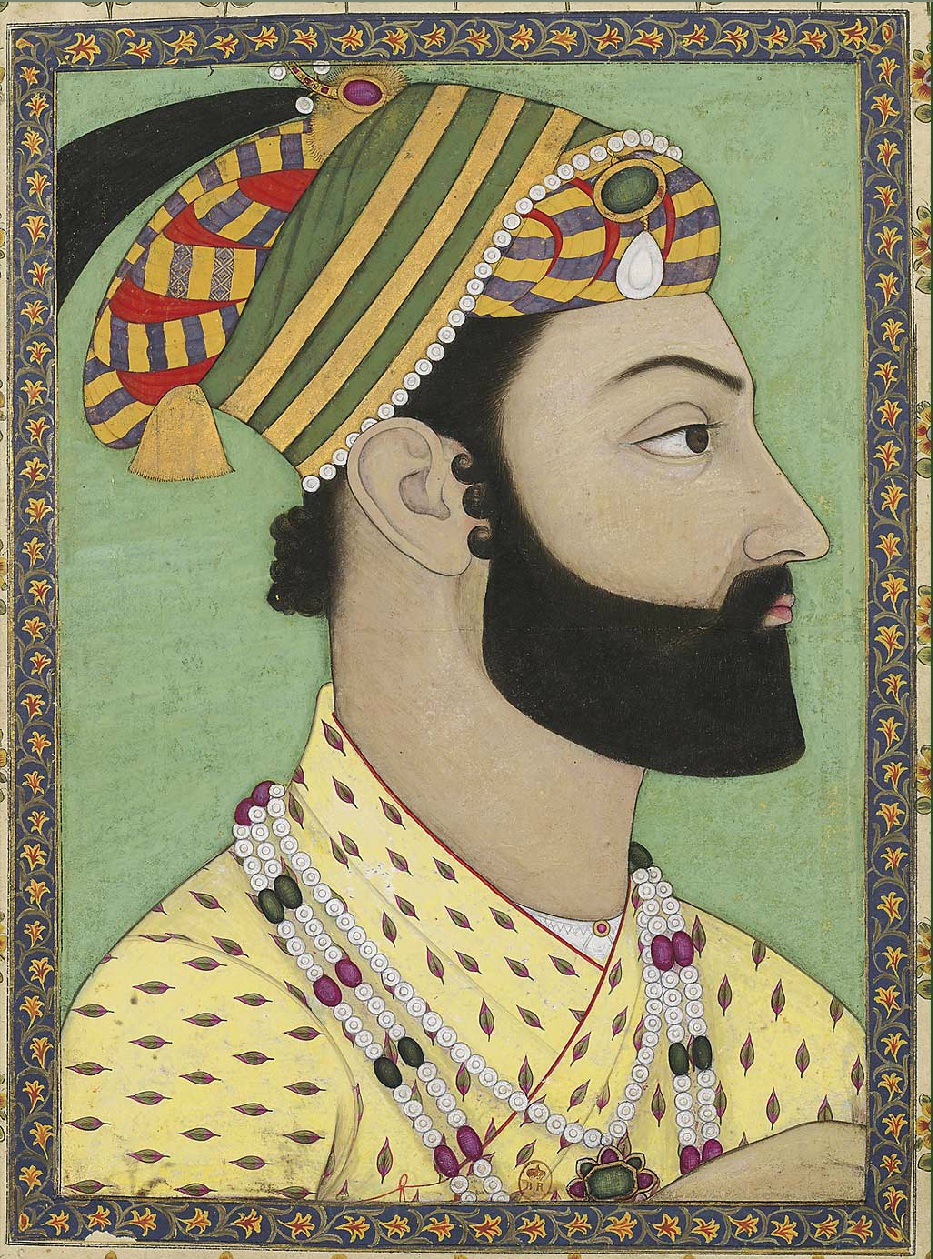
Aḥmad Shāh Durrānī.
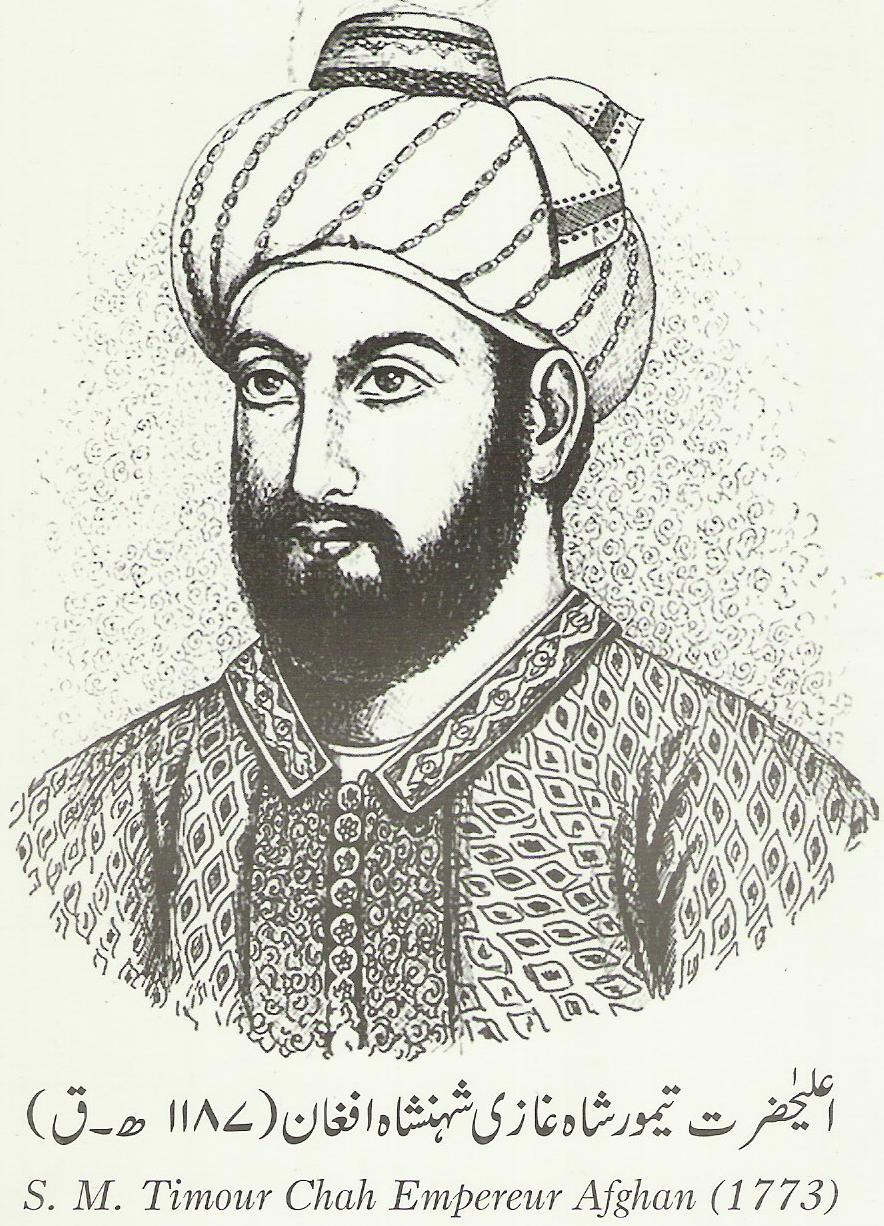
Tīmūr Shāh Durrānī.

### Assedio di Delhi (1757)

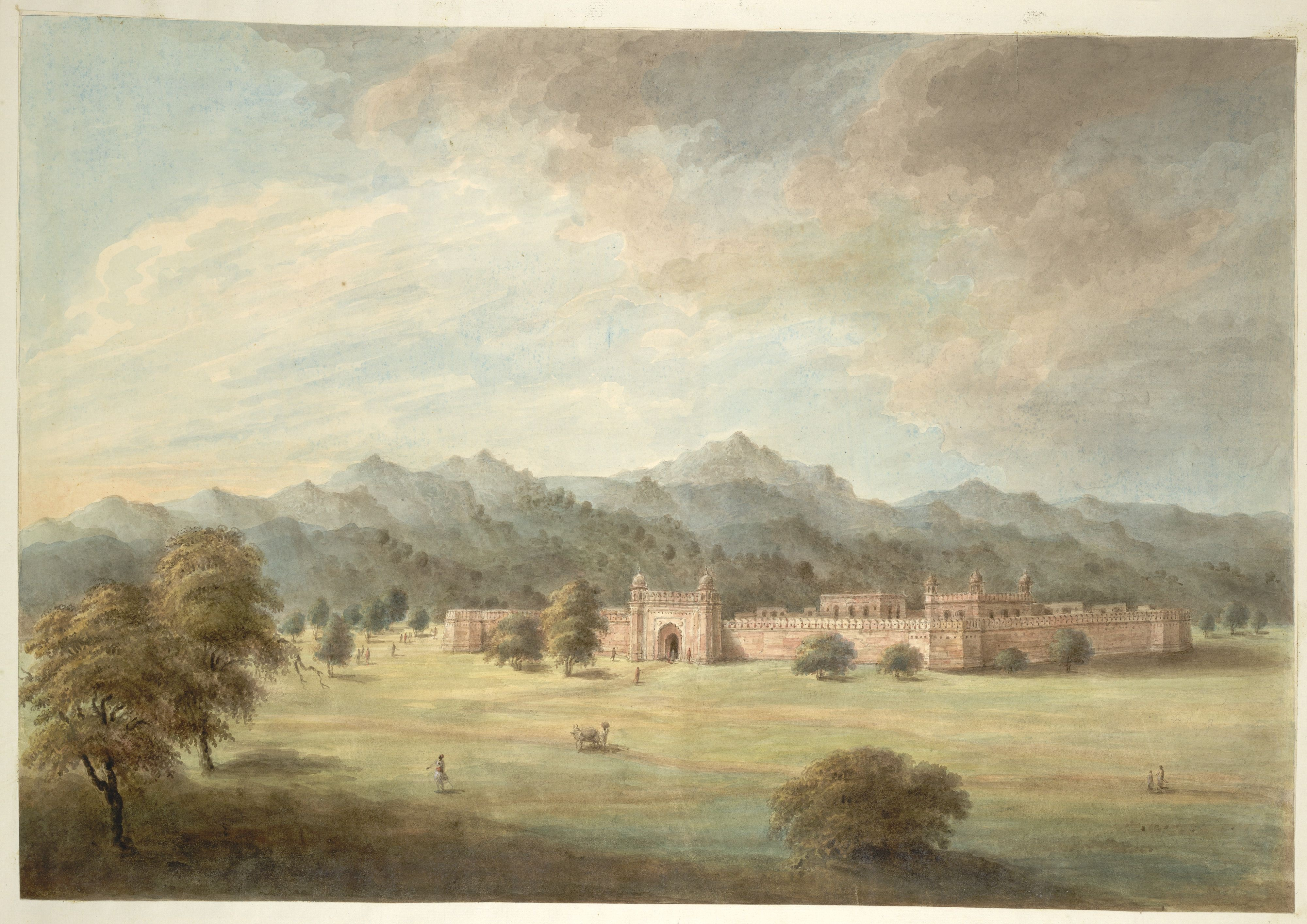
Forte Patthargarh (lett. "roccaforte di pioetra") fuori Najībābād, edificata da Najīb al-Dawlah nel 1755, durante il regno dell'Imperatore mughal ʿĀlamgīr II.